# Intibucá
Intibucá – departament w południowo-zachodnim Hondurasie. Zajmuje powierzchnię 3072 km². W 2001 roku departament zamieszkiwało ok. 180 tys. mieszkańców. Siedzibą administracyjną jest La Esperanza.
Składa się z 17 gmin:

- Camasca
- Colomoncagua
- Concepción
- Dolores
- Dolores
- Jesús de Otoro
- La Esperanza
- Magdalena
- Masaguara
- San Antonio
- San Francisco de Opalaca
- San Isidro
- San Juan
- San Marco de Sierra
- San Miguelito
- Santa Lucía
- Yamaranguila